# Фундетура (Арсура, Васлуй)
Фундетура (рум. Fundătura) — село у повіті Васлуй в Румунії. Входить до складу комуни Арсура.
Село розташоване на відстані 302 км на північний схід від Бухареста, 28 км на північний схід від Васлуя, 52 км на південний схід від Ясс.

## Населення
За даними перепису населення 2002 року у селі проживали 532 особи, усі — румуни. Усі жителі села рідною мовою назвали румунську.